# 温琴佐·埃斯波西托
温琴佐·埃斯波西托（義大利語：Vincenzo Esposito，1969年1月3日—），意大利职业篮球运动员，曾效力于美国NBA联盟。